# Братание

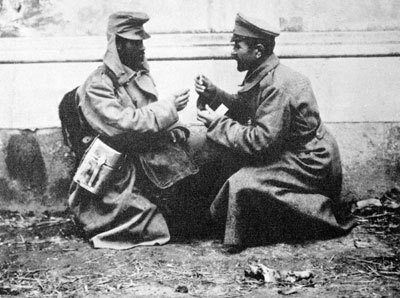
Первая мировая война. Австрийский (слева) и русский (справа) солдаты обмениваются папиросами

Брата́ние — стихийное прекращение вражды или военных действий, либо заключение братского союза.
Известны ситуации, когда дружеские или доброжелательные отношения между некоторыми группами людей запрещались. К таким группам в разное время относились:
- солдаты противоборствующих армий;
- оккупанты и население оккупированных территорий;
- солдаты, присланные усмирять народные волнения, и бунтующее население;
- верующие разных религий;
- охранники, вольнонаёмные и заключённые;
- представители некоторых каст, социальных слоёв;
- и другие.

Тем не менее, в истории имели место несанкционированные прекращения вражды несмотря на то, что они осуждались официальной моралью, а нередко и преследовались властями вплоть до обвинения в государственной измене.

## Братание в XIX веке
В XIX веке были известны случаи братания. Солдаты отказывались стрелять в толпу, а нередко даже переходили на сторону восставших. Наиболее известным из таких случаев стало братание в Париже во время Февральской революции 1848 года.
Во время проведения Интернационального Социалистического Конгресса в Цюрихе 6-12 августа 1893 года анархо-синдикалист Домела Ньевенгайс предложил, на случай международного столкновения, военную стачку, одной из форм которой является братание. Съезд отверг это предложение, как не выдерживающее социалистической критики.
Случаи братания наблюдались в японских частях 3-й армии, осаждавших Порт-Артур в 1904—1905 г.г.

## Братание во время Первой мировой войны

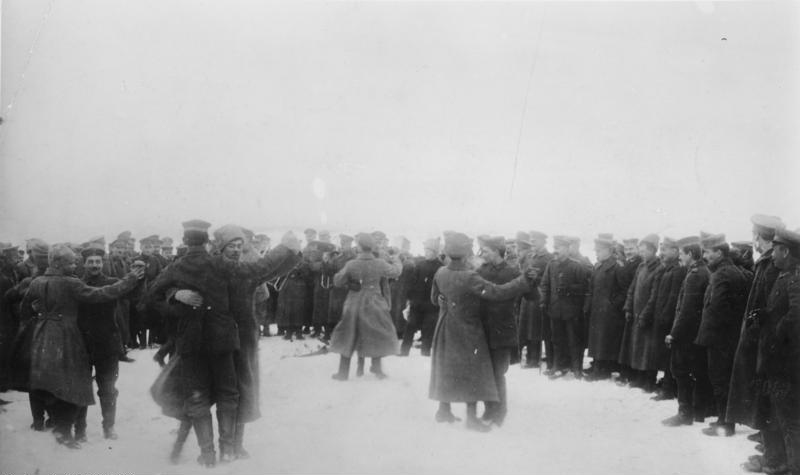
Братание на российско-германском фронте, 1917 год.

Во время Первой мировой войны братание выражалось во встречах солдат враждебных армий на нейтральной полосе на основе взаимного отказа от ведения военных действий. На Западном фронте в декабре 1914 года имело место стихийное Рождественское перемирие с братаниями. Массовое распространение братание получило во второй половине 1916 года и в 1917 году. Братания происходили как на Западном, так и на Восточном фронтах Первой мировой войны.

### Братания на Восточном фронте Первой мировой войны
На русско-германском фронте братание впервые было зарегистрировано в феврале 1915 года, однако оно не было распространено и носило единичный характер, не представляя угрозы боеспособности Русской армии. Массовое распространение братание получило в конце 1916 года и, особенно, в 1917 году. В Пасхальную неделю 1917 братания приняли невиданно широкий размах, особенно на Юго-Западном фронте, в них участвовали свыше сотни полков.
Борясь с братанием в период июньского наступления 1917 года, командование русской армии перешло к репрессиям. В июле 1917 года Временное правительство издало приказ о расстреле представителей армий противника, явившихся для братания и предании суду военно-полевых судов чинов Русской армии, принимающих участие в братаниях. Усиление влияния большевиков на фронте во второй половине 1917 года привело к массовому и организованному братанию. Братания после прихода большевиков к власти (в декабре 1917 — феврале 1918 годов) приняли характер государственной политики — большевистское правительство надеялось с их помощью пресечь человеческие жертвы, а также приблизить германскую революцию или хотя бы оттянуть или ослабить предстоящее немецкое наступление.
Отношение к братанию занимало видное место в публицистике 1917 года, различные социалистические группы имели свой взгляд на этот вопрос.
Так, видный марксист, основатель социал-демократической организации «Единство» Г. В. Плеханов, занимая глубоко оборонческую позицию, писал:

«.. Доставленный в Россию услужливым Платтеном Ленин провозгласил в своих „тезисах“, что нужно „братанье“, то есть братание русских войск с германскими. Под пером Ленина тезис этот не отличался убедительностью. Однако он пришёлся ко вкусу многим из тех, которые энергично отвергали остальные тезисы нынешнего руководителя „Правды“. О братании русских войск с германскими сочувственно заговорила „Рабочая газета“, и — шила в мешке не утаишь! — оно местами начало практиковаться на нашем западном фронте.
К чему ведёт оно?
Если бы вся русская армия побраталась со всеми австро-германскими войсками, обращенными против русского фронта, то это было бы равносильно заключению сепаратного мира России с Австрией и Германией. Желают ли такого мира нашим спасители интернационала? Нет, они уверяют, что никто из них не желает его. Но если они его не желают, то они не должны проповедовать идею „братания“, полное осуществление которого привело бы именно к такому миру.

А к чему привело бы неполное осуществление идеи „братания“? К тому, что, пользуясь „братским“ ротозейством русских, германский главный штаб получил бы возможность противопоставить значительную часть своих сил англичанам и французам. Другими словами: неполное осуществление идеи „братания“ было бы равносильно частичному осуществлению идеи сепаратного мира, которым гнушаются сами наши спасители интернационала. А из этого следует, что в обоих предположенных мною случаях идея братания должна быть отвергнута, как несостоятельная по своему содержанию и крайне вредная по своим фактическим последствиям».— Плеханов Г. В. Война и мир. — Москва: Единство, 1917. — С. 20—21. — 30 с.
В советское время не подлежала оспариванию оценка братания В. И. Лениным как «проявление революционной инициативы масс, пробуждение совести, ума, смелости угнетенных классов». Её развивали в своих трудах официальные историки И. И. Минц, М. С. Френкин, В. В. Кутузов и другие. В постсоветский период даже в военно-исторической литературе стала часто высказываться точка зрения на братание как на результат работы германских спецслужб, направленной на подрыв русской армии, либо как на стихийный процесс, который командование войск Центральных держав со временем стало вполне успешно использовать в своих целях (разведка, моральное разложение русских войск распространение дезинформации и т. д.).

### Братания во время Гражданской войны в России
Во время Гражданской войны имели место братания советских войск с частями Антанты. Так, в конце декабря 1918 года на Северном фронте имели место факты братания солдат 6-й армии с англо-французами.

## Запрет братания в 1945 году

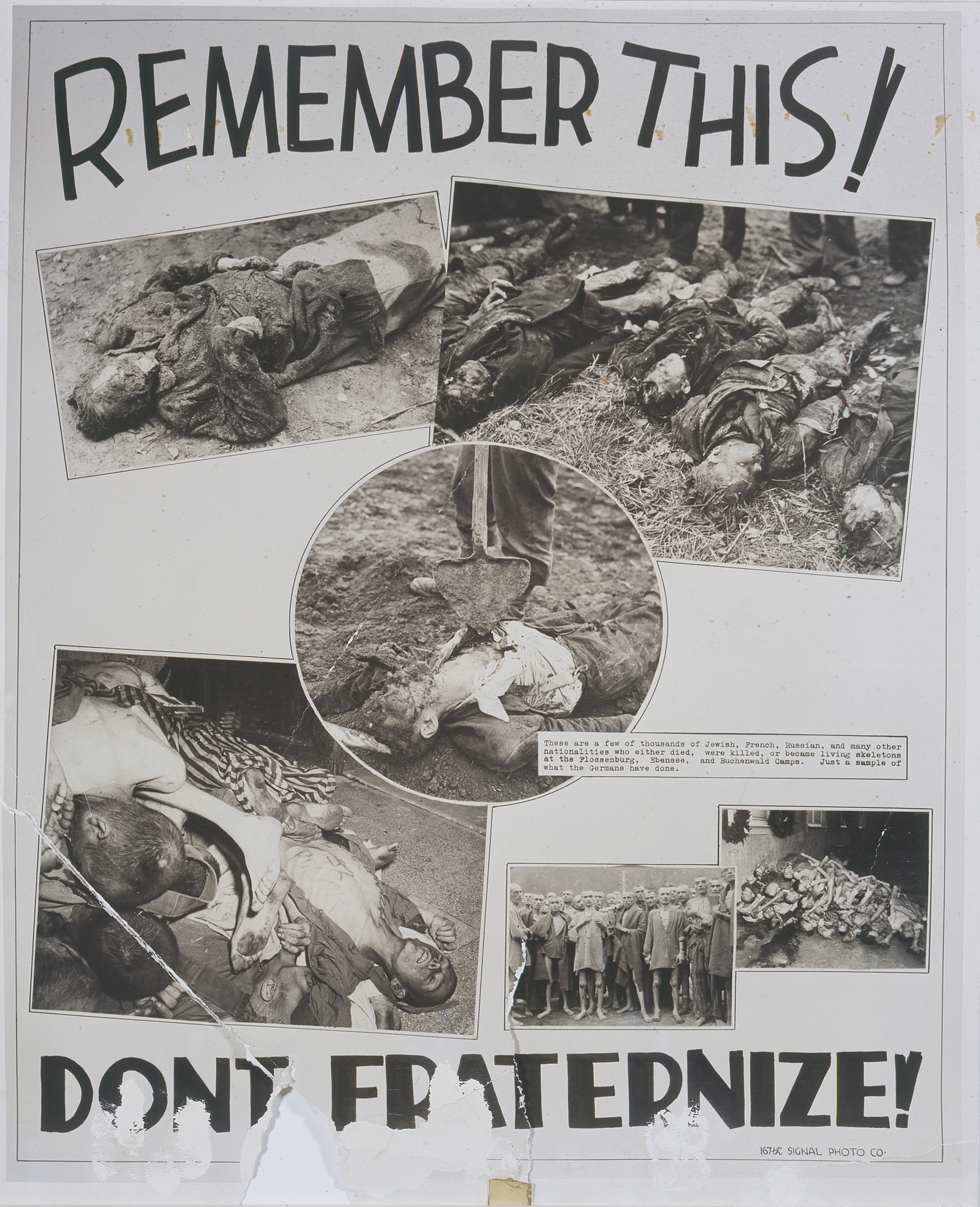
Плакат для американских солдат: «Помни это! Не братайся!»

В 1945 году генерал Эйзенхауэр заявил: не должно быть «никакого братания» между американскими войсками и немецким населением. Однако благодаря давлению от государственного департамента и отдельных американских конгрессменов эта политика была постепенно ослаблена. В июне 1945 года запрещение разговоров с немецкими детьми было сделано менее строгим. В июле стало возможно говорить с немецкими взрослыми при определенных обстоятельствах. В сентябре политика запрета общения была отменена и в Австрии, и Германии. На ранних этапах оккупации американским солдатам не разрешали оплачивать содержание немецкого ребёнка, что рассматривалось как «помощь врагу». Браки между белыми американскими солдатами и австрийскими женщинами не разрешались до января 1946 года, и с немецкими женщинами до декабря 1946 года.

## В культуре
- В изобразительном искусстве известна литография А. Прово «Братание восставшего народа с войсками у дворца Тюильри 24 февраля 1848».
- Братаниям в Первой мировой войне посвящён фильм 2005 года «Счастливого Рождества» режиссёра Кристиана Кариона (англ. Christian Carion).
- В телесериале «Гибель империи» 2005 года в начальной сцене 8-й серии «Молитва офицера» показан эпизод братания русских и австрийских армейских подразделений.
- Сингл «Christmas Truce» с альбома «The War To End All Wars», выпущенный в 2021 году шведской хэви-пауэр-метал группой Sabaton посвящен братаниям на Западном фронте Первой мировой войны в Рождество 1914 года.